# 安格斯冰原島峰
85°22′S 124°14′W / 85.367°S 124.233°W
安格斯冰原島峰（英語：Angus Nunatak）是南極洲的冰原島峰，位於威爾克斯地，處於布雷徹山以北，屬於霍利克山脈中威斯康辛山脈的一部分，美國地質調查局根據測量和該國海軍的空中照片繪入地圖，現時由南極條約體系管理。